# Trevesia sphaerocarpa
Trevesia sphaerocarpa är en araliaväxtart som beskrevs av Igor Vladimirovich Grushvitzky och Nina Timofeevna Skvortsova. Trevesia sphaerocarpa ingår i släktet Trevesia och familjen araliaväxter.
Artens utbredningsområde är Vietnam. Inga underarter finns listade.